# ソナポケイズム THE FINAL 〜7th Anniversary〜
『ソナポケイズム THE FINAL 〜7th Anniversary〜』（ソナポケイズム・ザ・ファイナル 〜セブンス・アニバーサリー〜）は、日本の音楽グループ・Sonar Pocketが2016年12月21日に徳間ジャパンコミュニケーションズから発売した1枚目のコンピレーション・アルバムである。